# Брежаник
Брежаник (алб. Brezhanik) је насељено место у општини Пећ, на Косову и Метохији. Према попису становништва из 2011. у насељу је живело 715 становника.

## Становништво
Према попису из 2011. године, Брежаник има следећи етнички састав становништва:
| Националност        | 2011.        |
| Албанци             | 629 (87,97%) |
| Бошњаци             | 62 (6,67%)   |
| Роми                | 21 (2,94%)   |
| други и неизјашњени | 3 (2,42%)    |
| Укупно              | 715          |

| Демографија | Демографија | Демографија |
| Година      | Становника  | Становника  |
| ----------- | ----------- | ----------- |
| 1948.       | 475         |             |
| 1953.       | 498         |             |
| 1961.       | 694         |             |
| 1971.       | 868         |             |
| 1981.       | 1.172       |             |
| 1991.       | 1.415       |             |
| 2011.       | 715         |             |